# Szambó
A szambó orosz eredetű katonai birkózás, mely az úgynevezett „submission” („alávetéses”, leszorításos vagy feladásra kényszerítő) birkózás egyik fajtája.
Eredetileg támadó-önvédelmi célú pusztakezes harci technika, a cselgáncs, valamint számos tradicionális orosz és keleti harcművészet ötvözeteként jött létre a Szovjetunióban az 1920–1930-as években. A szambó elnevezés az orosz „Samozaschtschita Bez Oruzhiya” kifejezés rövidítése, amely jelentése: „fegyver nélküli önvédelem”. Ma már amatőr szabályzattal sportként is művelik. 2021-ben a Nemzetközi Olimpiai Bizottság teljes jogú olimpiai sportként ismerte el.